# Taubenturm (Louvres)

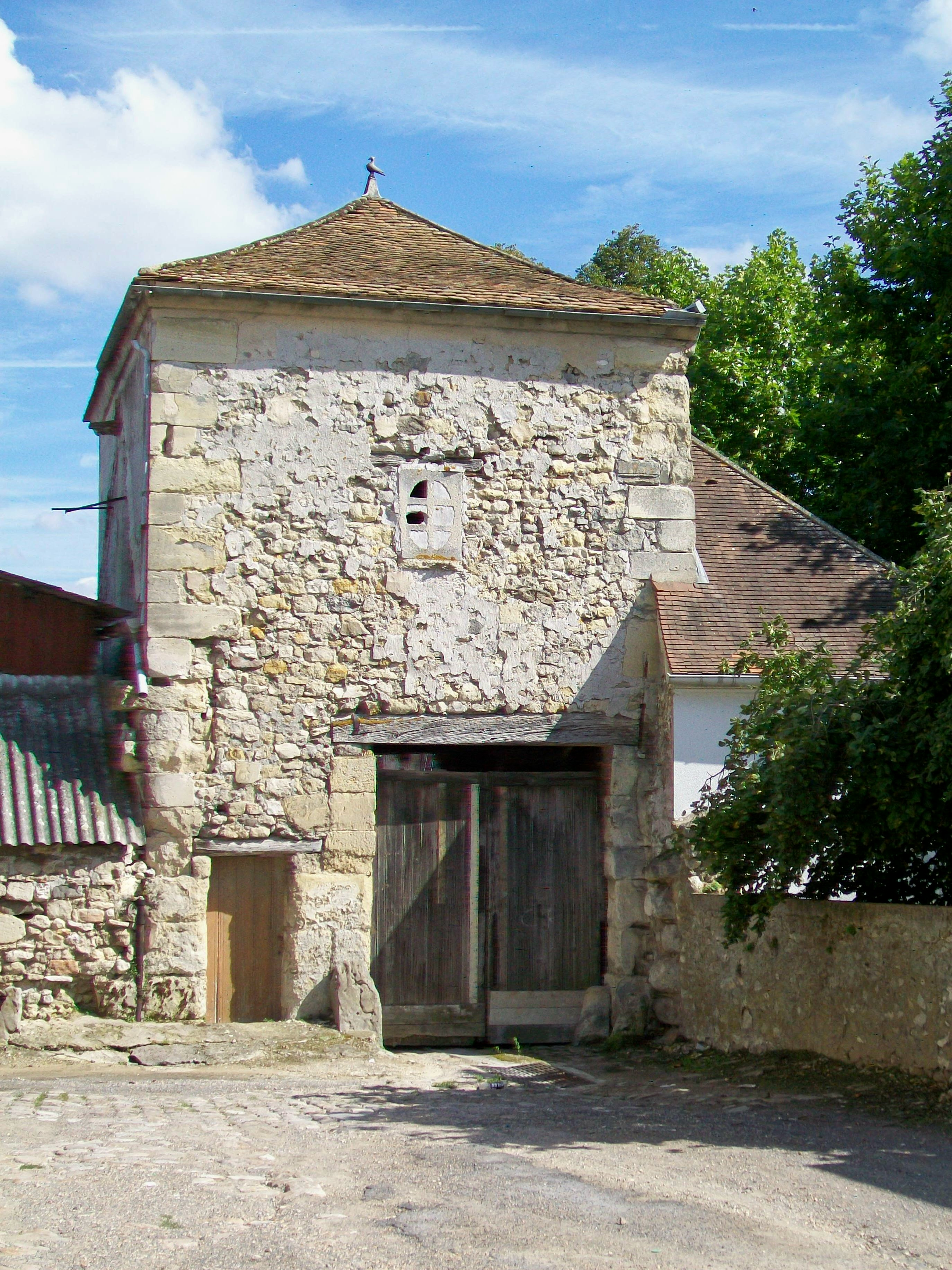
Taubenturm in Louvres

Der Taubenturm (französisch colombier) in Louvres, einer französischen Gemeinde im Département Val-d’Oise in der Region Île-de-France, wurde Anfang des 17. Jahrhunderts errichtet. Der Taubenturm aus Bruchstein mit Eckquaderung gehört zu einem Bauernhof und steht an der Rue Milton.
Der rechteckige Taubenturm diente als Nebeneingang des Bauernhofs mit einer Tür für die Fußgänger und einer größeren Durchfahrt für Ziehwagen. Im Obergeschoss des Turmes befand sich der Taubenschlag. An der Innenseite des Taubenschlags befanden sich circa 1100 Nester aus Lehm für die Tauben. In den letzten Jahren verfiel das Gebäude zusehends und die anstoßenden Gebäude wurden abgerissen.